# Bradley Cooper
Bradley Cooper (født 5. januar 1975) er en Oscar-nomineret amerikansk film-, teater-, og fjernsynsskuespiller. Han slog først igennem på film med hitkomedierne Tømmermænd i Vegas, Wedding Crashers og med tv-serierne Alias og Nip/Tuck. Hans store gennembrud som seriøs skuespiller kom for alvor med hans hovedrolle i den Oscar-vindende komediedrama Silver Linings Playbook, en rolle som gav en Bedste Skuespiller-nominering ved Oscar-uddelingen i 2013, og som har gjort ham til en af sin generations mest lovende og populære Hollywood-skuespillere.

## Biografi
Cooper blev født i Philadelphia i Pennsylvania af Gloria, italiensk-amerikansk, og Charlie, irsk-amerikansk. Efter at have dimitteret fra Germantown Academy i 1993, gik Cooper på Villanova University det første år og så på Georgetown University, hvorfra han dimitterede med B.A. i engelsk i 1997. Senere studerede han på Actors Studio Drama School på New School University.
Han blev gift med skuespillerinden Jennifer Esposito ved en lille ceremoni den 30. december 2006. Fire måneder senere annoncerede de, at de var gået fra hinanden. De er skilt. I oktober 2007 gik der rygter om, at Cooper datede skuespillerinden Cameron Diaz, efter at de var set sammen i New York. Cooper har datet skuespillerinden Jennifer Aniston i 2007 og i maj 2009 blev de to set sammen til en fest for Anistons nye film Management.

### Karriere
Cooper begyndte sin professionelle skuespillerkarriere i tv-serien Sex and the City i 1998. Han var også været vært ved Lonely Planets Trek in a Wild World i 2000, havde sin filmdebut i filmen Wet Hot American Summer i 2001 og endte i sin bedst kendte rolle som Will Tippin i tv-drama-serien Alias. Han vendte tilbage til Alias to gange efter at have forladt showet i 2003 og han medvirkede i den korte tv-serie Miss Match samme år.
Cooper medvirkede i familiefilmen I Want to Marry Ryan Banks og var regelmæssig gæst i tv-serien Jack & Bobby. Han spillede den populære skurk Sack Licker i komediehittet Wedding Crashers og han var filmen Failure to Launch ven af Matthew McConaughey. Cooper spillede hovedrollen i sitcommet Kitchen Confidential, der var baseret på en fortælling af Anthony Bourdain. Den havde premiere i september 2005. Distributørerne annoncerede i 2005 at serien blev aflyst pga. for lave seertal.
I marts 2006 medvirkede Cooper i Three Days of Rain på Broadway sammen med Julia Roberts og Paul Rudd.
I 2007 medvirkede Cooper i 5. sæson af Nip/Tuck som Aidan Stone, en fjernsynsstjerne i det fiktive show Hearts 'N Scalpels, i hvilken Christian og Sean giver deres råd om "rigtige" plastikoperationer for at give tiltro til showet og få omtale til deres nye praksis i Los Angeles. Cooper medvirkede også sammen med Jim Carrey i filmen Yes Man fra 2008.
Den 7. februar 2009 var Cooper vært i Saturday Night Live.
I 2009 medvirkede han i Han er bare ikke vild med dig sammen med Ben Affleck, Jennifer Aniston, Drew Barrymore, Jennifer Connelly, Kevin Connolly, Ginnifer Goodwin, Justin Long og Scarlett Johansson.
Derudover spillede Bradley med i den populære film The Hangover, hvor han havde en af hovedrollerne som charmetrolden Phil. Den blev også indspillet i 2009.

## Filmografi
| År          | Film                              | Rolle                    | Bemærkninger                            |
| ----------- | --------------------------------- | ------------------------ | --------------------------------------- |
| 2001        | Wet Hot American Summer           | Ben                      |                                         |
| 2002        | My Little Eye                     | Travis Patterson         |                                         |
| 2002        | Carnival Knowledge                | Jeff                     |                                         |
| 2002        | Stella shorts                     | Satan / Fyr til yogatime |                                         |
| 2003        | The Last Cowboy                   | Morgan Murphy            | tv-film                                 |
| 2004        | I Want to Marry Ryan Banks        | Todd Doherty             | tv-film                                 |
| 2005        | Wedding Crashers                  | Zachary "Sack" Lodge     |                                         |
| 2006        | Failure to Launch                 | Demo                     |                                         |
| 2007        | The Comebacks                     | Cowboy                   |                                         |
| 2008        | Older Than America                | Luke                     |                                         |
| 2008        | The Rocker                        | Trash Grice              |                                         |
| 2008        | The Midnight Meat Train           | Leon                     | Lead role                               |
| 2008        | Yes Man                           | Peter                    |                                         |
| 2009        | Han er bare ikke vild med dig     | Ben Gunders              |                                         |
| 2009        | Tømmermænd i Vegas                | Phil Wenneck             | Hovedrolle                              |
| 2009        | Case 39                           | Douglas J Ames           | afventer offenliggørelse                |
| 2009        | All About Steve                   | Steve                    | afventer offenliggørelse                |
| 2009        | New York, I Love You              | Gus Cooper               | afventer offenliggørelse                |
| 2010        | The A Team                        | Templeton "Face" Peck    | re-production                           |
| 2011        | Limitless                         | Eddie Morra              | Lead role                               |
| 2011        | Tømmermænd i Thailand             | Phil Wenneck             | Hovedrolle                              |
| 2012        | Silver Linings Playbook           | Pat Solatano             | Hovedrolle                              |
| 2013        | Tømmermænd tur-retur              | Phil Wenneck             | Hovedrolle                              |
| 2014        | American Sniper                   | Chris Kyle               | Hovedrolle                              |
| 2014        | Guardians of the Galaxy           | Rocket                   |                                         |
| 2018        | A Star Is Born                    | Jackson Maine            | Hovedrolle                              |
| 2019        | Joker                             |                          | Producer                                |
| År          | Show                              | Rolle                    | Bemærkninger                            |
| 1999        | Sex and the City                  | Jake                     | "They Shoot Single People, Don't They?" |
| 2000 – 2001 | The $treet                        | Clay Hammond             | 5 episoder                              |
| 2003        | Miss Match                        | Gary                     | "I Got You Babe"                        |
| 2004        | Touching Evil                     | OSC Agent Mark Rivers    | 6 episoder                              |
| 2004 – 2005 | Jack & Bobby                      | Tom Wexler Graham        | 14 episoder, hovedrolle                 |
| 2005        | Law & Order: Special Victims Unit | Jason Whitaker           |                                         |
| 2005        | Law & Order: Trial by Jury        | Jason Whitaker           |                                         |
| 2001 – 2006 | Alias                             | Will Tippin              | 46 episoder, hovedrolle                 |
| 2005 – 2006 | Kitchen Confidential              | Jack Bourdain            | 13 episoder, hovedrolle                 |
| 2007 – 2009 | Nip/Tuck                          | Aidan Stone              | 6 episoder                              |